# Lorenzo Allievi
Lorenzo Allievi (Milano, 18 novembre 1856 – Roma, 30 ottobre 1941) è stato un ingegnere italiano.
È conosciuto per i suoi studi sul fenomeno del colpo d'ariete.

## Biografia
Figlio del Senatore del Regno Antonio Allievi e di Fanny Bonacina, Lorenzo Allievi nacque a Milano nel 1856 ma si trasferì a Roma con la sua famiglia nel 1871 dove si laureò nel 1879. Lavorò a Napoli dal 1893 al 1901 come Amministratore Delegato di Rinascimento di Napoli. Dopo l'incarico a Napoli tornò a Roma e iniziò a lavorare nel distretto chimico/metallurgico/idroelettrico di Terni. Nell'agosto del 1902, durante una sessione di manutenzione nella centrale idroelettrica di Papigno, la chiusura di una conduttura causò l'esplosione della conduttura stessa danneggiando gravemente l'intero stabilimento. Allievi iniziò a studiare il problema immediatamente e pubblicò il suo fondamentale studio sul colpo d'ariete lo stesso anno. Continuò a studiare il problema negli anni a seguire mentre lavorava ancora alla centrale idroelettrica di Papigno e diventò vice presidente dell'Unione Provinciale Fascista degli Industriali
I suoi studi gli valsero riconoscimenti internazionali: oltre alla traduzione in francese della sua opera principale sulla teoria del colpo d'ariete, nel 1937 l'Unione degli Ingegneri Meccanici americani gli conferi' la qualifica di membro onorario

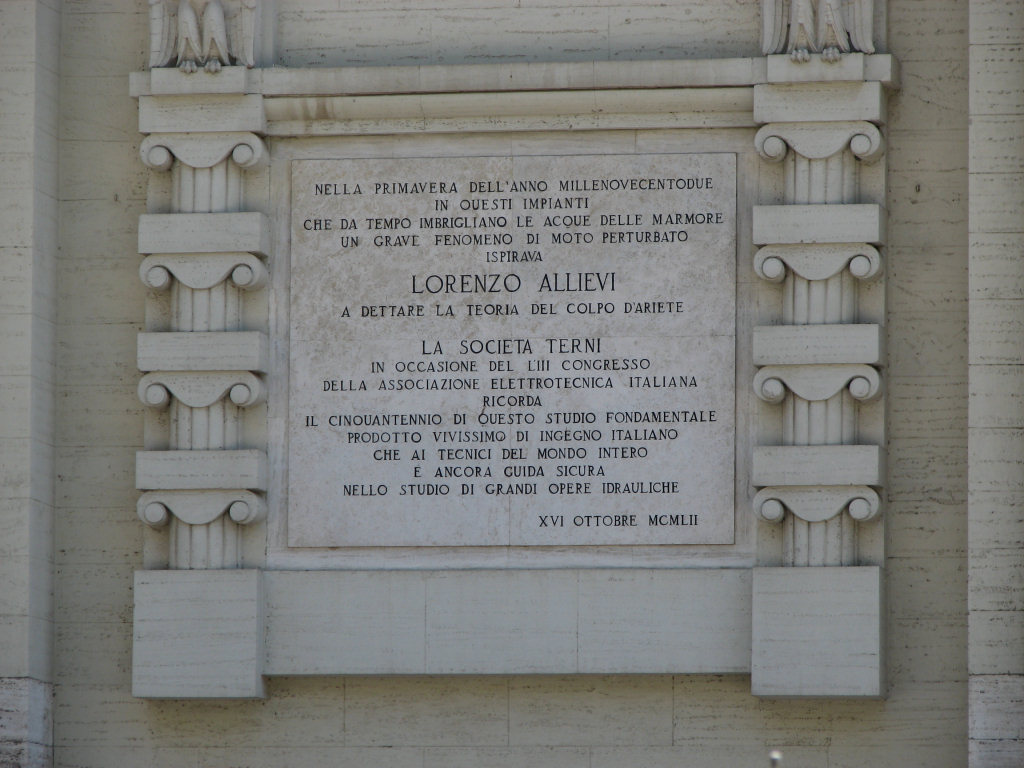
Lapide alla Memoria di Lorenzo Allievi.

Lorenzo Allievi morì a Roma il 30 ottobre, 1941. Nel 1952, 50 anni dopo l'incidente alla centrale di Galleto, una larga lastra di marmo è stata affissa in sua memoria sulla facciata della Centrale di Galleto che, dopo la Seconda guerra mondiale, sostituì quella di Papigno.
Nel 1992 gli viene intitolato l'Istituto Tecnico Industriale di Terni.

## Opere
- La metropolitana di Roma (1885)
- Teoria generale del moto perturbato dell'acqua nei tubi in pressione (colpo d'ariete) (1902).[3]
- Teoria generale del moto perturbato dell'acqua nei tubi in pressione (colpo d'ariete) (1903)[4]. In questa nuova edizione della memoria ci sono numerose e importanti modifiche rispetto a quella pubblicata l'anno precedente, segnatamente ai paragrafi 2, 5, 9, 11, 13 e 14, sviluppando e completando alcune teorie che nella prima redazione erano appena accennate, specialmente per quanto riguarda i fenomeni di oscillazione del carico e le camere d'aria.
- Teoria del colpo d'ariete[5]